# Tony Sarg
Tony Sarg, all'anagrafe Anthony Frederick Sarg (Cobán, 21 aprile 1880 – New York, 7 marzo 1942), è stato un artista, illustratore e burattinaio statunitense di origini tedesche.
È stato definito America's Puppet Master ("mastro burattinaio d'America"), nonché padre dei burattinai moderni in Nord America.

## Biografia

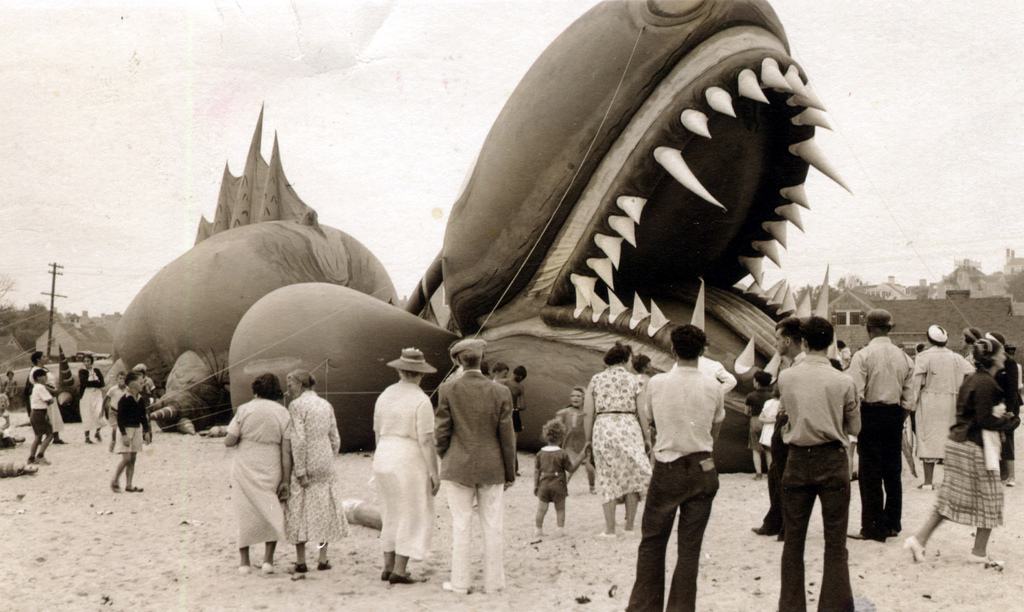
Sarg's Nantucket Serpente Marino, 1937.

Tony Sarg nacque a Cobán, in Guatemala, da Francis Charles Sarg e sua moglie, Mary Elizabeth Parker. Francis Sarg, figlio di Mary Ellen Best,  era un console che rappresentava la Germania; la madre, Mary Parker era inglese.
La famiglia tornò nello Impero Tedesco nel 1887; Tony Sarg entrò in un'accademia militare a 14 anni e divenne tenente a 17 anni; nel 1905 (a 25 anni di età) rassegnò le dimissioni e si stabilì nel Regno Unito.  Qui conobbe Bertha Eleanor McGowan, un'americana che aveva incontrato quando era una turista in Germania e con la quale ebbe una relazione. Si sposarono a Cincinnati, Ohio, sua città natale, il 20 gennaio 1909;  tornarono in Inghilterra,  dove la loro figlia Mary nacque,  due anni dopo. Nel 1914, con l'inizio della prima guerra mondiale, mandò Bertha e i bambini a Cincinnati, li seguì poco dopo;  famiglia si stabilì definitivamente a New York City nel 1915. 

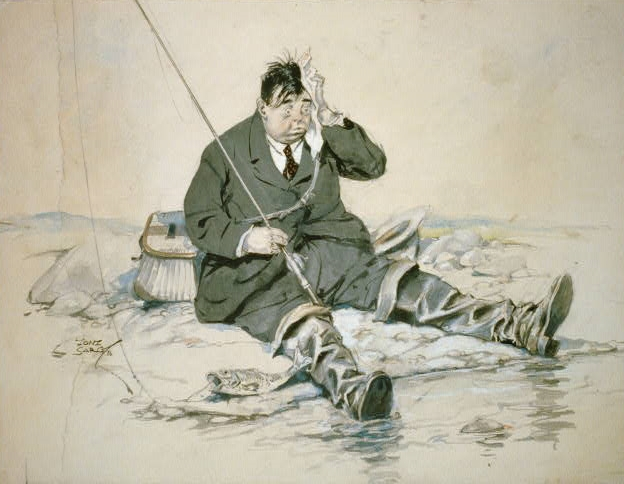
Ritratto di Irvin S. Cobb di Tony Sarg. Illustrazione per "The Battle Hen of the Republic" di Cobb in The Saturday Evening Post, ottobre 1918.

Era cresciuto fra i burattini; una collezione ereditata dalla nonna.  All'inizio si trattava di un hobby,  che aumentò col tempo, interessandosi anche ad altri artisti. Nel 1917 la passione si trasformò in una professione.  Nel 1920, divenne un cittadino naturalizzato degli Stati Uniti .  Era il 1921 quando Tony Sarg animò il film The First Circus, un fumetto inventato per il produttore Herbert M. Dawley, che è stato citato come co-animatore.
Nel 1928, inventò i personaggi con il protetto Bil Baird; costruì palloncini legati e riempiti di elio, alti 40 metri, simili ad animali, per l'inaugurazione newyorkese del grande magazzino di Macy, molto simili al personaggio burattino; i burattini parteciparono alla parata del negozio per il Giorno del Ringraziamento. Nel 1935, progettò e preparò, con delle marionette,  la elaborata vetrina animata di Macy,  tra il Ringraziamento e Natale.
L'apice della visibilità di Sarg fu alla Fiera mondiale di Chicago del 1933, dove il suo pubblico complessivo raggiunse i 3 milioni di spettatori. Baird fu fortemente coinvolto in questa produzione, così come Rufus e Margo Rose .  I tre lasciarono il suo studio quell'anno per crearne autonomamente uno nuovo.
Sarg non rinnovò gli studi di marionette come i concorrenti fecero;  le sue fortune economiche diminuirono. Sarg e Baird andarono in bancarotta e crearono la loro ultima produzione nel 1939.
Il 17 febbraio 1942, Sarg subì un intervento chirurgico per un'appendice rotta e morì il 7 marzo 1942 per le complicazioni che ne derivarano.         È sepolto nel cimitero di Spring Grove a Cincinnati, Ohio.
L'Academy Film Archive ha conservato diversi film di Tony Sarg, tra cui "The Original Movie", "When the Whale Was Jonahed" e "Why Adam Walked the Floor".

## Filmografia parziale
- The First Circus (1921)